# アパシー・シリーズ
『アパシー・シリーズ』 (Apathy Series) は1995年にバンプレストから発売されたSFC用アドベンチャー（サウンドノベル）ソフト『学校であった怖い話』を起点として展開されるアドベンチャー及びそのシリーズ作品の総称。「アパシー」とは無気力・無関心を意味する精神医学用語である。
『学校であった怖い話』はパンドラボックスが開発を行っていたが、同社は後の低価格路線の失敗により、同作品のメインシナリオライターを務めた飯島健男と共に活動を休止。同社は8年に渡り休眠状態にあったが、突如飯島は飯島多紀哉と改名、活動を再開した。その活動の一環で『学校であった怖い話』の復活、ひいては同シリーズの立ち上げを宣言した。以後の開発 / 著作はパンドラボックスの版権を受け継いだ新会社シャノン及び同人サークル七転び八転がりが受け継ぐこととなる。

## 概要
シリーズの原点である『学校であった怖い話 (S) （以下、旧作）』の世界観は莫大な数の分岐と文章量に裏付けされた、大仰に述べれば、永劫回帰とも取れるループ世界である。その内容は「学校」という特定の空間に絞った濃密な怪談集であり、飯島の命題である「幽霊などより一番恐ろしいのは人間である」との提言のもと、展開されたものである。また、怖い話を聞くのに七人集めたのになぜか集合場所には六人しかいなかった……という展開は、個々の話をただの噂として完結させることが出来るため、サウンドノベルに付き物の矛盾を発生させにくい。
この世界観は飯島本人も気に入るところであり、2007年時より作品世界の新たな展開のため、新たな設定を付け加え、旧作の世界を内包するアパシー・シリーズの制作を発表した。なお、シリーズの持つもう一つの側面として、選択肢ひとつで設定が激変する無数のパラレルワールドであることが挙げられる。その性質を活かして、作品間の緩やかな結合の下で柔軟に個々の作品の規模を膨らませている。また、すべての結末は等価であるとされており、シリーズにおいてはいわゆる正史と呼ばれるものが存在しない。これは、旧作の時点でも明言されている。
なお、ネームバリューのある学校であった怖い話のタイトル名を使用しなかったのは『学校であった怖い話』制作に当たってバンプレストとパンドラボックス間に結ばれた版権契約がゲーム本体 (SFC,PS) がバンプレスト、ゲームから派生する二次的著作権がパンドラボックス側に帰属するという変則的なものであったため。タイトル使用を自粛こそしたが、バンプレストとシャノンの関係は極めて良好であり、あくまでこの動きは版権を受け継いだシャノンサイドの自主規制である。
生徒数数千人を越えるマンモス校とのみ表記されていた舞台は千葉県松戸市郊外に存在する架空の学校「私立鳴神学園」と再設定がなされた。アパシー・シリーズとは鳴神学園を舞台もしくは要素として含み、展開される十種以上の単独作品からなる統一世界（総称）である。
これによって、作品世界を『学校であった怖い話』の舞台である「七不思議の集会」に限定せず、様々なシチュエーションにおいて登場人物を展開させることを想定している。現時点ではプロット段階であるが、徐々に作品化が進められており、クロスオーバーやリンクを展開する予定。
また、同人ゲームと商用ゲームの両立を掲げているのも特徴である。殺人を筆頭とする犯罪行為・食人・同性愛など際どい表現が多い作品は同人、それ以外は商業と分けられている。

## 作品紹介

### 旧作
版権がバンプレストに帰属する作品群。『VNV』に関しては前身となる小説版を含めてシャノン側に版権が帰属するが、シリーズ立ち上げ以前に制作された為、便宜上この項に記す。なお『VNV』発売以降、学怖の舞台「鳴神学園」を軸とし展開される物語は全てアパシー・シリーズと呼称されることになったが、著作の都合上、『学怖 (S) 』の舞台はあくまで「生徒数数千人を越える某マンモス高校」とされたままである。
学校であった怖い話
略称は「学怖」など。アパシー・シリーズの原点。『晦』及びPS版にて使用されるシステムは概ね完成を見ている。
学校であった怖い話S
新シナリオ、新主人公を追加し、グラフィックを一新した『学校であった怖い話』のPS移植版。

アパシー 学校であった怖い話 〜Visual Novel Version〜
略称は『VNV版』。ログアウト冒険文庫より出版された小説版学怖を選択肢なしのデジタルノベルとして同人ゲーム化したもの。なお、PS版にて飯島多紀哉がノータッチであった女性・倉田恵美を主人公とした選択肢ありの新シナリオ「恵美ちゃんの坂上クン観察日記」も追加している。これがファンに対する、新たな性格に設定された女性主人公の初お披露目となった。また、語り部達のプロフィールもこの作品が初出となっている。
さらに、BGMにバンプレストの許諾を得たうえで「学校であった怖い話」に使用された楽曲をアレンジして使用している。
アパシー 学校であった怖い話1995 〜Visual Novel Version〜 新装版
2008年4月25日発売の同人ゲーム作品。上記作品のBGM・グラフィックを差し替え、新規シナリオを追加したマイナーチェンジ版。上記とは異なり、横書き表記を採用。
アパシー 学校であった怖い話1995
新装版と同日発売。要望の高かった小説版を文庫形式として発刊した同人誌。新規シナリオも追加している。
アパシー 学校であった怖い話1995 〜Visual Novel Version〜 鬼哭ノ章
『AMC vol.2』に収録された同人ゲーム作品。『新装版』と同じフォーマットを採用している。
アパシー 学校であった怖い話1995 特別編
2009年8月15日発売の同人ゲーム。シナリオは『学校であった怖い話～VNV～新装版』をベースに多数分岐を追加。
アパシー学校であった怖い話1995特別編 追加ディスク
2010年5月2日発売の同人ゲーム。特別編の追加パッチ。『鬼哭ノ章』をベースに多数分岐を追加。

### 新作
原作者である飯島が子供のゴルフ育成の為に休止していた創作活動を再開して以降の作品群。
アパシー 学校であった怖い話 新生
2018年8月10日発売の同人ゲーム。「学校であった怖い話1995」より3話、「小学校であった怖い話」より4話の新作シナリオを収録。
アパシー 学校であった怖い話1995 月下美人の章
アパシー 学校であった怖い話1995 月下美人の章 第一巻
2018年12月30日発売の同人ゲーム。
アパシー 学校であった怖い話1995 月下美人の章 第二巻
2019年8月12日発売の同人ゲーム。
アパシー 学校であった怖い話 極（きわめ）
2019年4月28日発売の同人ゲーム。
アパシー 学校であった怖い話 新生2
2019年12月31日発売の同人ゲーム。
アパシー 学校であった怖い話ドラマCD
2019年12月31日発売のドラマCD。本編で全10枚、特典を含めると全12枚に及ぶ大長編ドラマCDである。
アパシー 荒井昭二
2021年10月23日発売の同人ゲーム。
アパシー 鳴神学園七不思議
メビウスより2022年8月4日発売のNintendo Switch用ADVゲーム。登場人物や基本設定は『学校であった怖い話』を踏襲しているが、文字数200万、エンディング数300を謳った新作となる。
アパシー 男子校であった怖い話
メビウスより2024年12月19日に発売されたNintendo Switch用ソフト。2010年に同人サークル「七転がり八転がり」が発売した同人ゲーム『男子校であった怖い話』を基にしている。『アパシー 鳴神学園七不思議』のセーブデータをコンバートすることにより追加シナリオをプレイできる。

### 鳴神学園1995
この項に記すのは主に「鳴神学園1995」を冠する作品群。旧作に近しい時間軸である1995年を舞台として扱っている。
AMC vol.1 恵美ちゃんの殺人クラブ観察日記
『AMC vol.1』に収録された同人ゲーム作品。
アパシー 鳴神学園七不思議1995 最終版（ファイナル・ヴァージョン）
2010年12月30日発売の同人ゲーム作品。学校であった怖い話Sのシナリオ数を越える究極の分岐数と銘打ち、一般からのシナリオ募集を行った。当初は2008年8月発売予定だったが、諸般の事由により、延期された。『新装版』に新規シナリオを2本追加、既存シナリオを1本削除。
なお、今後の「学校であった怖い話」はアパシー・シリーズの世界観に内包されるため、「鳴神学園七不思議1995」と銘打ち発表される。本作の最終版とはその再定義の一環である。

#### 学恋・シリーズ
学校であった恋い話　
2008年12月29日発売の同人ゲーム作品。シリーズ初の恋愛シミュレーション作品である。
学恋2〜運命愛は命がけ〜
2009年5月3日発売の同人ゲーム作品。
学恋 〜愛と呪いとヴァレンタイン〜
2009年12月30日発売の同人ゲーム作品。
学恋4～P(パーティ)しようよ
2020年4月23日発売のボイスドラマ作品。

### ミッドナイト・コレクション
略称はミッコレ、AMC、MNC等。『アパシー レンタル家族』に関しては、当初『ミッドナイト・コレクション vol.02』に収録されると発表されたため、便宜上この項に記す。
アパシー ミッドナイト・コレクション vol.1
2007年12月29日発売の同人ゲーム作品集。収録作品は「鳴神学園1995 恵美ちゃんの殺人クラブ観察日記」・「送り犬」・「柱の傷」。
また、『VNV版』を関西弁とし、新規書き下ろしたシナリオパッチ等も収録する。
送り犬
2009年1月30日より、NTTドコモ・iアプリ（FOMA90xシリーズ）で携帯アプリ版が配信されている。単純な移植でなく、新規キャラクターおよび三つの新規ルートが追加されている。
2018年7月12日よりNintendo Switch版がメビウスより配信。新シナリオ2編が加えられている。

アパシー レンタル家族
2008年6月27日発売の同人ゲーム作品。シリーズ中珍しく、ホラー要素が一切含まれない作品。
アパシー ミッドナイト・コレクション vol.02
2008年8月16日発売の同人ゲーム作品集。収録作品は「アパシー 学校であった怖い話1995 〜Visual Novel Version〜 鬼哭ノ章」・「Apathy 鳴神学園都市伝説探偵局」。

### 探偵局・シリーズ
アパシー 鳴神学園都市伝説探偵局
アークシステムワークスより2007年10月25日に発売されたニンテンドーDS用ADVゲーム。開発はディー・イー・エル、原作 / 脚本は飯島多紀哉。今作品で設定された網目模様や巫女装束の白衣に使われる文様を使用したセーラー服や学園のロゴを強調した男子制服は今後の作品で継続して使用されている。
Apathy 鳴神学園都市伝説探偵局
『AMC2』に収録された同人ゲーム作品。主人公である賽臥隆恭以外の視点で展開する外伝的性格の強い作品である。

### 2008・シリーズ
アパシー 鳴神学園七不思議2008
2006年末より発刊中の同人誌『センス・オブ・ワンダー』にて連載中の作品。飯島多紀哉曰く、この作品を「学校であった怖い話」の直接の続編として、数々の分岐を発生させ、単独作品を制作することを計画している。現に、本作において鳴神学園都市伝説探偵局で登場した語り部達の一年後の姿を見ることが出来る。センス・オブ・ワンダーVol.05が2007年の初夏に発売予定となっていたが、発売されずにoni零と同様に4まで終了となっている。
題について当初は「アパシー 学校であった怖い話2008」であったが、アパシー・シリーズ立ち上げに当たり変更された。
アパシー 学校であった怖い話2008
上記同人誌『センス・オブ・ワンダー』Vol.01 - 04より、上記作品のみを抜粋し、文庫サイズ (A6) とした同人誌。価格は1,000円。
アパシー 学校であった怖い話2008 vol.1
2018年11月23日発売の同人ゲーム。

### 小学校であった怖い話シリーズ
アパシー 小学校であった怖い話 月曜日
2018年10月26日発売の同人ゲーム。
ボイスドラマ・アパシー小学校であった怖い話
2020年5月30日・2020年6月26日発売のボイスドラマ作品。

### その他
『晦-つきこもり』『四八（仮）』はアパシーの舞台である鳴神学園を取り扱ったものではないが、共通項があるため、姉妹作として取り扱われることもある。
晦-つきこもり
『学校であった怖い話 (S) 』とシステムを同じくする作品。
飯島多紀哉が担当したのは人物設定とOPシナリオのみ。現在の飯島多紀哉が晦を制作すると仮に想定するなら、1980年時の庚申講を舞台として使用する可能性があるとのこと。
四八（仮）
『学校であった怖い話 (S) 』から、千葉県シナリオに主人公と語り部達がゲスト出演。鳴神学園自体は登場しないため、シリーズとは無関係とされる。
アパシー 流行り神
アパシー・シリーズと『流行り神 警視庁怪異事件ファイル』のキャラクターが共演する同人ゲーム作品。
男子校であった怖い話
2010年9月10日発売の同人ゲーム。前述のように2024年にはこの作品を基にした『アパシー 男子校であった怖い話』が発売された。

## 登場人物
選択肢によって、登場人物の設定は著しく変化するため、ここに記すのは全体的な傾向、基本設定のみとする。年齢については初出作品の時間軸において表記し、その他のプロフィールに変化が生じた場合は併記する。
シリーズ立ち上げに伴い、『学校であった怖い話(S)』（以下、旧作）に登場したキャラクターの一部にはプロフィールの追記等を含め設定変更が行われたため、よって併記する。ただし、旧作自体は版権の都合上、厳密に言えばシリーズに含まれないので注意が必要。例として、シリーズの主な舞台である鳴神学園が旧作では登場しないなど。
なお、1995年度に登場する語り部達6人及び坂上修一、倉田恵美、日野貞夫は『四八（仮）』にも出演しているが、『四八（仮）』においては鳴神学園が登場しないこともあり、彼らは名前と性格を借りた別人とされる。
登場人物名の右に記すのは、そのキャラクターが登場した作品名。なお「登場した作品」の定義とは、ゲーム内でキャラクターの名前が明示された上で、ビジュアルを目にする機会がある作品とする。
便宜上、作品名はそれぞれ、『学校であった怖い話』＝学、『学校であった怖い話S』＝S、『アパシー　学校であった怖い話 〜Visual Novel Version〜』、『アパシー　学校であった怖い話1995 〜VisualNovelVersion〜 新装版』および関西版パッチ＝VNV、『学校であった恋い話』＝恋、『学恋2』＝恋2、『アパシー 学校であった怖い話1995 特別編』=特。
『アパシー ミッドナイト・コレクション』＝AMC（vol.1以下、それぞれAMC123……）、『アパシー レンタル家族』＝レ、『アパシー 鳴神学園都市伝説探偵局』＝探、『アパシー 鳴神学園七不思議2008』＝08を略称として表記する。
なお、都市伝説探偵局、もしくは探偵局と表記される場合は作中の団体を指し、作品名とは区別される。

### 鳴神学園
正式名称は私立鳴神学園高等学校。2008年度時点の生徒数は約2400人と多く、各学年の組み分けもA〜T組までの20クラスと細かく分けられている。制服は独自のデザインの物を採用し、ロゴを強調した男子制服と網目模様をあしらったセーラー服である。
広大な敷地内に、二つの体育館をはじめとした充実した設備を持っており、運動系・文化系を問わず、部活動は盛ん。評判通り、運動部は全国大会の常連クラスが幾つも存在するが、一方でオカルト同好会をはじめとして活動内容さえ怪しいクラブも多数存在する。
一方、第二体育館の建造に向け、1995年に旧校舎を取り壊したところ、多数の人骨が見つかり、学校の暗部との関わりが噂されている。この年を何かが起こったとも言われている。また、学園自体も心霊スポットとしても有名で、人骨騒ぎと前後して新聞部が学校の七不思議の特集を企画していたほか、何百という怪談が伝わり、また語られている。そのような企画が組まれるように、。その内容は十三階段やトイレの花子さんといったオーソドックスな学校の怪談から、飴玉ばあさん等鳴神独自に伝わっているものまで多種多様である。また、教師や生徒達まで奇人変人揃いなこの学校では彼ら自身が怖い話になることすらある。それらの中には決して関わってはならないとされるほどに危険なものも存在する。例として、2008へとつながる歴史では七不思議の集会は校則で禁止されるほどの禁忌となっており、生徒間でも暗黙の了解とされている。

#### 新聞部
- 活動日：毎週 月・木・金
- 活動場所：部室棟二階・新聞部部室

朝比奈慎也（あさひな しんや）
1995年度の新聞部部長。
2008へとつながる歴史では七不思議の集会以後、行方不明（その実、死亡）となっている。学園の闇に触れた結果、始末されたと日野は見るが、その原因は不明。
日野貞夫（ひの さだお）【学,S,VNV,AMC1,AMC2,恋,恋2,特,08】
- 年齢:17歳
- クラス:三年F組

主人公が所属する新聞部の先輩だが、設定が錯綜する「旧作」においては彼が部長であることもある。
裏表がはっきりしない腹黒い切れ者で、頼れる先輩としての側面を持つ一方、様々な意味で語り手たちの取り纏め役を担っていることが多い。
後述の元木早苗、黒木源蔵と並び、語り部たち以外で複数の話に登場する準レギュラーの筆頭とでも言うべき存在である。
アパシー・シリーズ立ち上げ以後は、旧作とは異なり、1995年度の七不思議の集会は彼が立案者とされている。
2008シリーズにおいてはフリージャーナリストとなっており、現新聞部部長である朝比奈卓也と共に殺人クラブの謎を追っている。
坂上修一（さかがみ しゅういち）【学,S,VNV,AMC1,AMC2,恋,恋2,特】
- 年齢:15歳
- クラス:一年E組（小説版ではA組とされている）

『学校であった怖い話』主人公。『VNV』および『恋』の主人公も務める。新聞部に所属しており、七不思議の会において進行役を担当。名前は変更可能で、上で示したものがあらかじめ指定された姓名である。一応は無個性な主人公であるが、隠された側面を持っている。
シリーズ立ち上げ以後は、一見平凡な普通の少年だが、窮地に追い込まれると危険な本性が出るという側面が強められている。これは旧作でも片鱗を見せていた要素であるが、改めて持ち出された理由は、主人公は七不思議の会という舞台を離れてしまうと、無個性なキャラクターではストーリーが成立し得ないという危惧があったため。これらの設定は一人称視点ではやや顕著とされている。
倉田恵美（くらた えみ）【S,VNV,AMC1,AMC2,恋,恋2,特】
- 年齢:15歳
- クラス:一年I組

リメイク版『学校であった怖い話S』より登場した女性主人公。『AMC1』中の一シナリオ「恵美ちゃんの殺人クラブ観察日記」および『恋』の主人公も務める。多くの話や役割は男性主人公と共有であるが、女性の視点ならではの話も追加されている。坂上同様、名前は変更可能で、上で示したのがあらかじめ指定された姓名。
『S』で彼女が追加された際に飯島多紀哉はノータッチであったが、シリーズ立ち上げに伴い、彼の手による新たな性格付けが行われた。表向きは控えめでおとなしい彼女は、その実は内心で自分勝手な思い込みが渦巻き、思い込んだら止まらな。坂上に対して対抗心を燃やす日々を送っている。基本的には別設定と言えるが、坂上に対する対抗心や妄想については『S』の様々なシナリオにおいてわずかに見られる。
狂気を内に溜め込み爆発させる坂上と違い、表に出してもあっけらかんとしている動的な狂気が彼女の特徴と言える。新設定における初登場となるVNV版のおまけシナリオ「恵美ちゃんの坂上クン観察日記」の時点からそのキャラクター性を発揮し、「殺人クラブ観察日記」では殆どのルートが彼女の独壇場となっている。一方、肉体面は弱く、「坂上クン観察日記」「殺人クラブ観察日記」共に半数ものエンディングにて無残に殺される結末を迎えている。
田口真由美（たぐち まゆみ）【学,S】
- 学年:高校一年生。

男性隠しシナリオ02に登場。
『学校であった怖い話(S)』の本編から2年後における新聞部新入部員で、先輩となった坂上から頼まれて七不思議の会合を行うことになる。
シナリオによっては日野貞夫と苗字の違う妹とされている。選択によって坂上に好意を抱いたり殺意を抱いたりと様々だが、いずれにせよかなり思い込みが激しい性格なのは一貫している。

##### 新聞部（2008年度）
朝比奈卓也（あさひな たくや）【探,08】
- クラス:二年A組→三年生

2008年度の新聞部部長で、2007年度から時期部長の呼び声高かったやり手。日野の協力の下、部長に就任して早々に学園で禁忌とされていた七不思議の集会を企画する。13年前の新聞部部長であった朝比奈慎也の弟でもあり、兄の死を騒ぎ立てない見返りに、学園側より成人までのあらゆる保障をされている。
赤間理沙（あかま りさ）【探,08】
- クラス:二年A組→三年生

2008年度の新聞部副部長で、卓也と恋人関係にある。
緒方麻衣（おがた まい）【探,08】
- クラス:一年I組→二年F組

一年生の頃はいじめられており、常におどおどした気弱な性格だった。しかし、原因は未だ不明であるが、2008年度を迎える頃には強引な卓也に対してでもはっきりとした物腰で発言を述べることの出来るほど芯の強い性格となっていた。
工藤光輝（くどう こうき）【08】
- クラス:一年D組

『2008』主人公。現在（2008年6月13日）唯一の新聞部新入部員であり、卓也の立案した七不思議の集会において進行役を務める。何事にも無感情な得体の知れない人物である。

#### オカルト同好会
- 活動日：毎週 不定期
- 活動場所：部室棟二階・オカルト同好会部室

各学年一名のみが入会を許される同好会で、定員は三名である。入会者は卒業する三年生の会長が来年度の入学者から指名し、会長も順次繰り上がる仕組みとなっている。この際、候補者は特異な能力を持っている者から選ばれるため、会員は全員特殊能力者とされている。入会者が一学年一人に限定される理由はあるらしいが、未だ謎に包まれている。また、OBは原則として現会員との接触を禁じられている。なお、その活動内容から伝統的に新聞部との仲の悪さが指摘されている。
表向きは活動内容が伏せられており、一般にその内容が知れ渡ることはない。その真の姿はあらゆる都市伝説の解決を請け負う都市伝説探偵局であり、依頼者に探偵局の存在を他言しないという条件を課した上で、会員の能力を最大限に活かした無償の活動を行っている。さらにネットワーク環境の整ってからは同名のwebサイトを運営しており、次第にそちらからの依頼に活動の比重を移し、都市伝説に関する情報を収集している。
ただし、あくまで学生による部活の域を出ていないため、「七不思議の集会」、「殺人クラブ」、「凶夢（マガユメ）」をはじめとして関りを避ける都市伝説も存在する。
古間篤生（ふるま あつお）
- クラス：三年生

1995年度オカルト同好会会長。他人に憑いた霊や、時には死神さえ見ることが出来る能力を持っていた。
が、その能力を疎んじた何者かの陰謀から逃れるため、幽体離脱して、精神を肉体から切り離した。追及から逃れることこそ出来たものの、精神は未だ（2007年度）肉体に戻ることが出来ていない。肉体は今も植物状態のままに、精神はいわば学園に囚われの身となっている。
元木早苗（もとき さなえ）【学,S,AMC1,恋,恋2,特】
- 年齢:15歳
- クラス:一年I組

旧作では福沢玲子の親友で同級生。危険人物ばかりの語り部たちの中では概ね主人公に好意的に接してくれる人物。
シリーズ立ち上げ以後、最も多く新設定が為された人物で、1995年に行われた七不思議の集会とそれ以後の未来を繋ぐキーパーソン的役割も担っている。
オカルト同好会に所属しており、1997年度は会長を務めた。奇行の描写が減った一方、おとなしめで常識人的な側面が強く打ち出されている。基本設定では交友関係も芳しくなく、むしろ特異な能力ゆえに浮いているとされる。唯一、わけ隔てなく接してくれている恵美のみが親友であるとされており、彼女の趣味である同人活動では主に作画方面でサポートしている。なお、坂上修一に好意を抱いている点は『旧作』と変わらない。
彼女の体内には祖母の霊をはじめとした先祖霊、無数の守護霊が棲んでおり、彼女を護っている。また、エクトプラズムとして吐き出すことによって、悪霊などを退けることが可能である。
城之内
2005年度オカルト同好会会長。通称キング。
神ヶ崎翔（じんがざき しょう）【AMC1,AMC2,探】
- 年齢:18歳
- クラス:北聖大学一年生

前年度（2006年度）オカルト同好会会長で、賽臥を同好会に勧誘した張本人。彼の能力は宝くじを買えば必ず一等とも称される絶対的強運「天運」の持ち主であること。ノリ易く、かなりいい加減な性格。
皆からは「ジンさん」の愛称で親しまれ、その広い人脈から見出した事件を後輩に度々紹介している。
スーさん【探】
神ヶ崎の知り合いらしき男性。神ヶ崎の所有する電話線の切れた黒電話によって、連絡を取ることが可能だが、その正体は不明。
なお、彼との連絡手段となる黒電話は神ヶ崎が手に入れる前は鳴神のとある教諭が所有していた模様。

富樫美波（とがし みなみ）【AMC1,AMC2,探,恋2】
- 年齢:17歳
- クラス:三年H組

2007年度のオカルト同好会の会長。表向きは冷たいが、その実面倒見がいい姉御肌で、同好会のメンバーに対する信頼は人一倍厚い。ただ、なにかと人付き合いが荒いようで、賽臥を頻繁にパシリに使っている。一度見聞したものを絶対に忘れない記憶力を持つ。
日暮太郎（ひぐらし たろう）【AMC1,AMC2,探】
- 年齢:16歳
- クラス:二年E組

オカルト同好会所属。無口で影が薄い。なお、年の離れた妹をはじめ、彼の家族は全員影が薄い。
変装と演技の達人であり、背格好にある程度類似があるなら老若男女問わず変装できる。
また努力家であり、大食漢でもある。
賽臥隆恭（さいが りゅうすけ）【AMC1,AMC2,探】
- 年齢:15歳
- クラス:一年F組

『アパシー 鳴神学園都市伝説探偵局』主人公。物事を斜に構えたシニカルな性格で、そっけない反面、ノリ易い側面も持っている。右眼は「天眼」という万物の正邪を見分ける特殊なものであり、常に紫色に発光しているため、普段はカラーコンタクトを付け隠している。
天眼の恩恵によって、目にした人物の発するオーラの色によって心理状況や発言の真偽を推し測ることや、睨みつけることで化け物を退散させることを可能とする。ただし、この能力はあくまで成長段階のようなものらしい。天眼の真の力とは、過去現在未来を自在に操る事が出来るほどの強大な力とされているため。しかし、真の力を得るときは同時に死を迎える時（18歳になった瞬間）でもある。
その能力ゆえ各方面で期待及び庇護の対象だが、本人は自らを取り巻く状況に今でも困惑気味である。
両親がニューヨークに海外出張中のため、幼馴染である唯桜の家に居候している。
犬丸薙（いぬまる なぎ）【AMC1,探】
- クラス:中学三年生

美波が推薦する次年度（2008年度）のオカルト同好会新入部員候補。美波のことを慕うが、元々生意気な性格なのか、賽臥とは顔を突き合わせては衝突する日々である。
彼の持つ能力は犬並みの嗅覚であること。

#### 語り部
新堂誠（しんどう まこと）【学,S,VNV,AMC1,AMC2,恋,恋2,特】
- 年齢:17歳
- クラス:三年D組

頼れる兄貴肌の男。やや不良っぽいが、語り部たちの中では比較的常識人。
スポーツマンであり、主に運動部の部活動に関する怖い話を正統派の語り口から語る。また、話の展開は主にスタンダードな都市伝説に近いものだが、いじめなどと絡めて話を展開させる傾向もある。
飯島曰く「風間とは別の意味で人を見下している」そうで、表面上は面倒見が良さそうに見えるが、場合によっては相手を突き放す態度をとる。
シリーズ立ち上げ以後は強面というキャラから、やや喧嘩っ早いイメージも付加されている。
荒井昭二（あらい しょうじ）【学,S,VNV,AMC1,AMC2,恋,恋2,特】
- 年齢:16歳
- クラス:二年B組

暗く陰ある男。物静かで丁寧な口調で話し、常に俯いている。普段はおとなしいものの、感情的になりやすい。文学、音楽、映画、心理学などの文系方面のみならず、理系にも渡る幅広い分野の知識を持つ博学な男で、それは語る怪談にも薀蓄という形で活かされている。
主に自殺等の人間の負の側面、狂気に関する怖い話を語る。内容の陰鬱さとは裏腹に題材自体はオーソドックスな怪談から採られたものが多いのも特徴である。
軟派な言動をとる風間とは反りが合わず、展開次第では喧嘩に発展したりもする。また、芯が強く決めつけの激しい部分もあり、人の神経を逆撫でするような発言も多い。
風間望（かざま のぞむ）【学,S,VNV,AMC1,AMC2,恋,恋2,特】
- 年齢:17歳
- クラス:三年H組

つかみどころのない性格の謎多き男で、その正体は展開次第では宇宙人や妖怪になってしまうという滅茶苦茶なキャラクター。かなりのナルシストで、女好き。
怖い話は話さず、場の雰囲気をしらけさせるような冗談、ギャグを語る一方、時にはそれが実現する場合もある。
一方で、プライドが高いためか傷付きやすく、旧作では些細なきっかけで逆ギレしたり根に持ったりする事もある。
姉妹作品である『晦-つきこもり』にも特殊な形でゲスト出演しており「スンバラリア星人」など大量のネタが投入され、『四八（仮）』の熊本県シナリオでも得意の風間節を披露している。
細田友晴（ほそだ ともはる）【学,S,VNV,AMC1,AMC2,恋,恋2,特】
- 年齢:16歳
- クラス:二年C組

穏やかな雰囲気の肥満体質な男。温厚だが、時に粘着質な面も見せる。「友達」にこだわる男であり、主人公に何かしら危険な誘いをかけることが反面、いざという時には保身から主人公を見捨てたり、恩を仇で返す言動をとったりする時もある。
押しに弱く、何かと嫌な役目を押し付けられがちな損な性分であり、その分他人への要求も多い。
トイレにまつわる怖い話ばかりを話し、本人も食事と並んで好きなものに挙げるほど。また、霊感を持っているとされることが多々ある。
人脈が広く、彼の話は霊感が強いという設定上ほとんどが彼自身の体験談であるせいか先生や上級生、彼の友達などがよく登場する。
シリーズ立ち上げ以後はやや卑屈な性格付けが行われるようになった。
岩下明美（いわした あけみ）【学,S,VNV,AMC1,AMC2,恋,恋2,特】
- 年齢:18歳
- クラス:三年A組

ミステリアスな女。近寄りがたい雰囲気を持つ。我が強く自己中心的であり、興に召さない言動をとった時は、はっきりとした形で厳しい言葉を投げかけてくる。感情の起伏も激しい。
嘘をつくことや約束を破ることに対して嫌悪感を抱く傾向が強い。一方で、冗談を飛ばすなど自分を棚に上げている描写が目立つ。
主に男女関係に関する怖い話を語る。
両親の離婚により別れて暮らしている実弟がいる。
シリーズ立ち上げ以後は演劇部部長としての立場も持たされている。
福沢玲子（ふくざわ れいこ）【学,S,VNV,AMC1,AMC2,恋,恋2,特】
- 年齢:15歳
- クラス:一年G組

元気で明るい女。
特定のジャンルに縛られない色々な種類の怖い話を語り、時に気まぐれに話題を変えることも。基本的には和ませ役だが、時にグロテスクな話が飛び出すこともあり、また『S』以降では彼女に関する大量のバッドエンドが追加されている(原作ではバッドエンドは1つしかない)。
7歳上の姉がおり、水泳部に所属していた。また、旧作では元木早苗は親友だが、シリーズ立ち上げ以降はライバル視している。
なお、『四八（仮）』では岐阜県シナリオに登場したが、シナリオ原案を担当した伊藤潤二の縁あってか、以降のシリーズでは飼い猫として「富江」という名前のネコが登場するようになった。
大本真美（おおもと まみ）【VNV】
VNV版に登場する、七人目の語り部。

##### 2008年の語り部
以下六人は2008年に行われた七不思議の集会に集められた語り部たち。
真行寺葵（しんぎょうじ あおい）【探,08】
- クラス:三年K組

真行寺財閥の一人娘であり、お嬢様らしい高飛車で高慢な性格。実家は鳴神にとって大口の寄付下であるため、特例としてクリスチャン・ディオール製の特別な制服の着用を学園から許可されている。学内では彼女に心酔する女生徒の集団を常に引き連れている。
袋田昭吾（ふくろだ しょうご）【探,08】
- クラス:三年L組

真っ白な特攻服を身にまとい、木刀を手にしたスキンヘッドの男。一応三年生だが、二度留年しているため、年齢は20を超えている。暴走族の総長を務めていたこともあるらしく、またその風貌から悪い噂は絶えないが、一本筋を通す侠気あふれる性格である。
風間丈（かざま じょう）【探,08,恋2】
- クラス:二年Ｅ組→三年O組

1995における風間望の性格を受け継ぐ男。『恋2』で風間望の従弟で、彼に懐いていることが判明する。かなりのナルシストで女性に言い寄ることも多いが、中学生の妹にはかなわないらしい。
岡沢真里（おかざわ まり）【探,08】
- クラス:一年Ｋ組→二年C組

常にリルケの詩集で口元を隠し、薄笑いを浮かべる眼鏡とおさげの女生徒。呪いに対して造詣が深いようである。
山本繁（やまもと しげる）【探,08】
- クラス:一年Ｋ組→二年B組

腫れぼったい眼鏡の男子生徒。筋金入りのパソコンオタクで、フィと名付けた愛用のノートパソコンを常に携帯している。何事であれデータを元とすれば理解出来るとの考えを持ち、確率を交えながら話を進める癖がある。
嫌味ったらしい話し方のため、人を辟易させがちであるが、当人は取り乱すことが多い。岡沢に対し、好意を抱いている模様。
倉持千夏（くらもち ちなつ）【AMC1,探,08】
- 年齢:14歳
- クラス:某市立中学三年生→一年G組

早苗の姪。純真無垢な性格であるが、非常に特徴的な喋り方から賽臥をはじめとして何かと邪険にされがちである一方、その言葉は時に真理を突く。
叔母同様霊媒体質ゆえ、かなりの頻度で体を乗っ取られているが、そのおかげか交友関係は人間以外では非常に広いものとなっている。賽臥とは家が隣同士の仲もあるため慕っており、また都市伝説好きであるため、オカルト同好会への入部を狙っている。
2008年を迎え、晴れて鳴神に入学。
じゅげむ堂の主【探】
鳴神の近辺、十字路の先に店を構える駄菓子屋「じゅげむ堂」の店主で、千夏の知り合い。賽臥の持つ天眼を看破したり、高井戸と知己であったりなど謎の多い人物で、常に店の奥に引っ込んでいるため顔すら定かでない。

#### 教師
黒木源造（くろき げんぞう）【学,S,AMC1,恋,恋2】
- 年齢:39歳

細田友晴が知る教諭で、体育を受け持っている。宿直中の見回り時に主人公たちに出くわす事が多いが、素性はほとんど知られていない。
シリーズ立ち上げ以後は明確な性格付けがなされた。
堂々たる体格と厳めしい言動によって、生徒から恐れられている。目に見える粗暴性から、白井先生とは違った理由で疎んじる生徒も多く、悪い噂が絶える事が無い。なぜかいつも宿直室で寝泊りしている。実はその理由の多くは殺人鬼・食人鬼としての性格の強さから来るものだが、その理由を知る者はいない。
なお、旧作では彼の名前は白井伝三郎同様に下の名前が明かされず、名字のみで呼ばれていた。
白井伝三郎（しらい でんざぶろう）【学,S,AMC1,恋,恋2】
科学を受け持つ教員で常に白衣を着用している。鳴神では「白髪鬼」の異名で知られる。
黒木源造とその名を合わせ、「鳴神のブラック＆ホワイト」の通称で生徒から恐れられている。
学会では権威ある人物らしいが、なぜか鳴神学園の科学実習室に実験室を構え、人を寄り付けないその様から、彼に対する怪しげな噂が絶えることは無い。
桃瀬毬絵（ももせ まりえ）【AMC2,恋2】
1995年度より、前任の大沼先生に代わって赴任してきた新任教師で美術を受け持っている。同年に美大を卒業したばかりの新米だったが、明るい性格とスタイル抜群の美人ということもあり、男女問わず人気は高かった。しかし、2ヶ月後に何らかの原因により退職。
深尾華穂子（ふかお かほこ）【探,恋2】
国語教師であると同時に生活指導を担当しているほか、演劇部の顧問も務めている。古くから（2007年度で勤続20年以上）鳴神に勤める教師だが、小言がうるさく生徒からの評判は良くない。発言力も大きいようで、教師間でも彼女に睨まれれば、学校に居辛くなるとされる。ロリータ・ファッションに身を包んでいる。通称「シンババ」。
少女小説家「新芽衣夢」の「鏡の国」シリーズの大ファンである。『探』内で、自分が小説内の登場人物であるとの妄想に取り憑かれ、ついでに賽臥を主人公に見立てて迫った末、入院措置が取られた。しかし、翌年の2008年度になると、何事もなかったのように学園に戻っていた。
高井戸惣（たかいど そう）【探】
賽臥の知己である臨時講師で、歴史を受け持っている。久多良家とは古くからの親交がある。専門は民俗学らしいが、本当に浄霊を行う事の出来る御札の作成が出来るなど、謎も多い。

#### 一般生徒
まつげ【S,恋2】
新堂の亡くなったダチ（友達）の恋人である女生徒。新堂とはダチの死後、それを縁として知り合った。元々体が弱く、入退院を繰り返していたところを交通事故で入院中だったダチと出会い、一緒に映画に行く約束をしたことが彼との馴れ初めである。
しかし、ダチの容態が急変してそのまま死んでしまったため、彼女もショックを受け意識を失ってしまう。新堂と出会ったのは彼女の魂のみが肉体を抜け出てさ迷っていた頃のことである。この際、新堂の行動によって彼女の生死が変化する。
なお、「まつげ」とは彼女の睫毛が長く綺麗だったのを見た新堂が付けたあだ名であり、本名は作中で明らかにされることもなかった。また、ダチの本名も不明のままになっている。
綾小路行人（あやのこうじ ゆきひと）【VNV,AMC1,恋,恋2,特】
- 年齢:17歳
- クラス:三年H組（風間望と同じクラス）

嗅覚に優れ、常にマスクを着用している。同じクラスの大川に執拗に迫られているが、互いの体質もあり、彼に対する感情は殺意に近いものがある。そのため、あくまである大川に対抗すべく、日々悪魔召喚の儀式・研究を続けており、しまいには悪魔に対抗できる人間を育成する「悪魔召喚クラブ」なる部活動を立ち上げるほどである。しかし、時には召喚に必要な生贄を確保するための殺人を許容するなど、彼自身も理性を欠きつつある節が見受けられる。
大川大介（おおかわ だいすけ）【VNV,AMC1,恋,恋2,特】
- クラス:三年H組（風間望と同じクラス）

全身から悪臭を放つ肥満体の男子生徒。なお、綾小路と大川の二人は『VNV』発売に伴い、予想外の人気を博したため、『AMC vol.1』にも出演が決まったという経緯がある。
正体は悪魔「インキュバス」。『VNV』において、綾小路との間に魂を譲り渡す契約を結んだため、彼のことを逃がさず、死後も束縛し続けることとなった。綾小路に対する行為は恋愛感情にも似ているようだが、その表現方法は歪んでおり、彼に近づく者には全く容赦しようとしない。
なお、大川大介の名はあくまで日本名だが、悪魔は召喚された現地に合った名を名乗り、召喚者にも律儀にそれを守らせるというルールがあるため、彼が日本にいる限りはあくまで本名である。代表例として「アスモデウス」の日本名「白井優子」が挙げられる。
今野英俊（こんの ひでとし）【VNV,AMC1】
- クラス:二年生

野々宮と共に『新装版』の追加シナリオ「飴玉ばあさん」に登場。かつては優しい性格だったが、飴玉ばあさんの飴玉に魅せられてしまった男子生徒。飴玉のためならどんな短慮でも働くようになり、その執着ぶりはほとんど中毒の域にある。
野々宮亜由美（ののみや あゆみ）【VNV,AMC1】
- クラス:二年生

今野と恋人関係にある女子生徒。彼に対する思いは非常に強く、彼のためと思い、飴玉の材料を求めて、通り魔的犯行を繰り返している。その片目を飴玉ばあさんに捧げ、眼帯で隠す一幕もあった。

##### 一般生徒（2007年時以降）
久多良唯桜（くたら いお）【探】
- クラス:一年F組

賽臥の幼馴染。何かと口煩い性格とぶっきらぼうな物言いで、賽臥を辟易させている。また、料理好きだが、得意ではない。
父「久多良善内（くたら ぜんだい）」は民俗学者兼少女小説家（P.N.新芽衣夢（あらため いむ））で、北聖大学でも教授として教鞭を取っている。
服部拓磨（はっとり たくま）【探】
- クラス:三年A組

サッカー部のキャプテンで文武両道の好青年。旧家の生まれで、根っからのお坊ちゃま育ち。良くも悪くも細かいことを気にしないおおらかな性格なため、人当たりは良い。
椛島由宇作（かばしま ゆうさく）【探】
- 年齢:享年18

下した予言は必ず当たるとして鳴神の予言者と呼ばれる男。名前から取り、人は彼の事を「ヒッポ様」と呼ぶ（カバの英訳「ヒポポタマナス」から）。彼も「天眼」の持ち主であり、予言を下す際は閉じたまぶたを開き、銀色の目を露にする。
かつてはいじめられっ子で、自殺寸前にまで追い詰められていたが、そこに現れた義李玲人によって試作型の天眼を与えられる。以後は権力を笠に着た横柄な性格となってしまい、義李に言われるまま賽臥に対して死の予言を下すが、その時点で彼の能力は衰えており、天眼を持つ者の宿命として、18歳になった瞬間彼の左目は弾け飛び、直後息絶えた。
柴田浩次（しばた こうじ）【探】
- クラス:一年F組

賽臥の友人で同級生。何かと人付き合いの良い善人だが、能天気な性格をしており、不用意に事件に首を突っ込むこともしばしば。
中雅臣（あたり まさおみ）【探】
- クラス:一年B組

柴田の中学時代からの友人。サッカー部所属。実は柴田に恋愛感情を抱いており、彼のこととなると我をなくす。
帆加辺春生（ほかべ はろう）【レ】
- 年齢:15歳
- クラス:一年生

身寄りのない環境から、裕福な家である帆加辺家に引き取られた少年。しかし、自由な時間がほとんどなく、文武両道・模範的な息子であることを強いられるその環境は彼の心を絶望へと追いやるには十分だった。そして、彼は自殺という行為に自分の存在を見出し、心中相手を探しはじめる。
後に鳴神学園に入学した際、幼馴染の佐久川太一（さくがわ たいち）との再会を果たすが、彼の心は幼い頃、自分を支えてくれた太一の言葉さえ届かないほど頑ななものとなっていた。
大場雅嗣（おおば まさつぐ）・佐古修司（さこ しゅうじ）【08】
関根晃（せきね あきら）・桐瓦のぞみ（きりがわら-）・福山梢（ふくやま こずえ）【探,08】
大場は袋田の友人で、地獄屋敷で敢行された肝試しの発案者。誘いをかけた以下四人共々、呪いに巻き込まれたのか、全員心臓発作で死亡する。関根以下三人は探偵局にも、賑やかし程度の役で登場。噂好きで軽薄な面を見せていた。なお、その際は三人とも一年J組に所属していた。

### 人外
飴玉ばあさん【学,S,VNV,AMC1,恋,恋2】
学校の校門付近に現れ、一度きりだが、出会った者によれよれの包装をされたゴルフボール大の大きな飴玉を配って回る謎の老婆。もらえる飴玉はとても美味であり、意を決して舐めた者には大きな幸運がもたらされる。一方で飴玉を渡した者には必ず「ある注意事項」を伝えており、それに従わなかった者は悲惨な末路を辿ってしまう。
外見は童話に登場する魔女のようで、赤いローブを被っている。なお、飴玉の材料は人間の目玉とされることが多い。
『新装版』の追加シナリオでは、とある特定の選択肢を選ぶと彼女の過去を知ることが出来、『AMC1』にもこの設定を共有したであろうエンディングが存在する。
逆さ女【学,S,探】
常に逆さ吊りになっている女の妖怪。出会った者に破ったら殺すとの脅しをかけた上で、ある約束をするよう迫ってくる。
旧作での出番は一シナリオに過ぎなかったが、そのグラフィックが与えたあまりの衝撃から印象は強い。シナリオこそ無くとも脅かし役の定番となっており、またセルフパロディの常連として、多くの作品で彼女の存在が囁かれている。また、『四八（仮）』にもゲスト出演している。
なお、『探』内で天井に張り付いている彼女のグラフィックが確認されるが、旧作においては屋外にも逆さのまま登場する場面があり、そちらの原理は不明。
瀬戸さん【学,S,AMC1,探,恋,恋2】
水泳部のロッカーに潜む地縛霊で、生前は水泳部の部員だった。死後、人に害を為す悪霊と化してしまう。フルネームは瀬戸裕子。
山本三郎【AMC1,恋】
一般には「ベリアル」の名で知られる悪魔であり、作中においては現地名である「山本三郎」を名乗る。彼が召喚された際は「ベリアル」の名を訂正した上で「山本三郎」の名前を提示し、親しみを込めて「サブちゃん」などと呼ぶように頼むが、召喚に応じる際は山羊の頭に蝙蝠の羽をまとった巨漢の姿で現れる。また、大川とは知り合いらしく、慕う彼とは師匠と舎弟のような間柄にある。
携帯の小夜子さん【AMC1】
長官【学,S,恋2】
マザーカの上司にあたるスンバラリア星人。強い結婚願望があるが、何度も相手に逃げられているらしい。本名の「ドーモデンガ・イカランニテタチテムタ・バンギーゴンゲレ」は恋2の風間ルートで明かされる。
仮面の少女 【学,S,特】
口がなく目に細い線が二本開いた白い仮面をつけた謎の少女。旧校舎に潜んでいる。旧校舎が使われていた頃の夜に補修を受けていた生徒が彼女および何らかの化物に遭遇して行方不明となった話として登場する。
なお、『1995 特別編』では過去の世界で人外となる以前の姿での登場となる。

### 北聖大学
財部美穂（たからべ みほ）【AMC1】
- クラス:北聖大学一年生

『AMC vol.1』中の一シナリオ「送り犬」の主人公。兵庫県加東郡出身。
おばあちゃん子であるためか、今時の流行に興味がなく、考えが古臭いと言われることも多い。同シナリオは彼女の持つ狂気がポイントとなって展開されているため、主役でありながら彼女自身が恐怖の対象になることも多々ある。
白井まどか（しらい-）【AMC1】
- クラス:北聖大学一年生

財部美穂の友人。美穂とは対照的に時流やファッションに詳しい。
遊び好きで行動も派手なため軽薄な印象もあるが、基本的には友達思いな性格である。
志垣泰成（しがき たいせい）【AMC1】
- クラス:北聖大学一年生

『AMC vol.1』中の一シナリオ「柱の傷」の主人公。捨て子であるという自らの出生の秘密を突如として両親に打ち明けられ、悩んでいる。
妹の瑠璃は鳴神学園の2年生である。

### その他
仙田秋成（せんだ あきなり）【AMC1】
ワールドレンタルコーポレーションに勤める会社員。財部美穂とは合コンをきっかけに知り合うこととなった。表向きは温厚で人当たりの良い青年だが、多くの側面を持っている。美穂と同じく兵庫県加東郡出身。
山本幸男（やまもと ゆきお）【AMC1,恋2】
警備会社SRS社に勤めるベテラン警備員で、優しい性格をしている。現在（2007年）は北聖大学に勤めているが、鳴神にも2001年頃に詰めていた事がある。
篠田俊郎（しのだ としお）【レ】
- 年齢:46歳

帯広から単身赴任してきたサラリーマン。温和で、気が優しく、他の人からの評判も良いが、家に帰ってもなぜか家族の姿はなく、嘆息の声が漏れるばかり。そして、そんな中舞い込んだ一枚のチラシに一縷の望みを見出す。
妻・好江（よしえ）、息子・敏樹（としき）、娘・規子（のりこ）の四人家族。
なお、小説版の彼にはあえて下の名前が設定されていない。
原口瑞希（はらぐち みずき）【レ】
- 年齢:11歳

両親がいないため、物心つく頃から児童養護施設で育った少女。多くの施設に見られるようにレンタル家族として、「家族」を演じることを教えられ、それを唯一の道として生きてきた。今回、「田村裕子（たむら ゆうこ）」の名前を田村家に一年間娘役として派遣された際に名乗る。
しかし、そこで「お母さん」が妊娠していることが判明。幼い彼女はひとつの成長をする。
なお、彼女は『AMC2』のミニゲーム内に他の『レ』のキャラクター達と共に登場しており、また『恋』においても、引き続きプレイヤーにヒントを与えるお助けキャラとして出演している。また、『恋』で再登場した際は単独コーナー「占いの館」を与えられるまでになっていた。ただし、本人曰く自分は原口瑞希ではなく、あくまでプレイヤーに助言を与える「通りすがりの占い師」らしく、名前の表記もあくまで占い師となっている。
間山久恵（まやま ひさえ）【レ】
- 年齢:18歳
- クラス:高校三年生

大学への推薦が決まり、一人暮らしの資金稼ぎのため、喫茶店でアルバイトをしている高校生。しかし、その裏には母親の再婚をきっかけに、自分の居場所がないと感じ、逃げ出したい思いがあった。そんな中、お気に入りの場所で出会った一人の老人は彼女を支える思い出を確認できる安らぎとなってくれた。
そこから、彼女は思い出との対峙を迫られる。
阿部弘幸（あべ ひろゆき）【レ】
- 年齢:23歳

北聖大学卒業後、アメリカ留学の費用を稼ぐため、アルバイトに勤しむ青年。しかし、それは建前で実際はモラトリアム生活を送っていたに過ぎなかった。本人も虚言癖とも取れる常の言動に悩んでおり、先の見えない不安感を抱く。
ひょんなことから呼んだデリバリーヘルスが彼の人生を大きく動かす。
義李玲人（ぎい れいと）【探】
「目を売る男」の都市伝説で知られる男で、通称「ギイ」。人生に絶望した少年たちを利用して真の天眼を手に入れるべく暗躍しており、椛島もその一人にすぎない。自身も状況を見極め、正しい方向へ導く事のできる真理の眼「慧眼」を得ており、いつもは緑の左目を隠すため開閉式のサングラスを着用している。
天眼を持つ者を宿命から逃れさせる術を知っているようで賽臥に接近しているが、未だその真意は不明のままである。
猿渡広一（さるわたり こういち）【探】
天外神社の息子で、現在は病に臥せっている神主の父の代理を務めている。触れるだけで強力な呪いを消し飛ばすほど強力な霊力を秘めているが、それが故に怪異から避けられているため、彼自身にその自覚はない。ｓｐのため、探偵局（2007年度）の部員たちから本人のみが知らない間に頼りにされる一幕もあった。

## 時間軸
旧作において、明確な時間軸の記述はされていない。なお、同じ舞台を持つ旧作と「鳴神学園1995」を冠するシリーズを結びつけ、前者の年代を1995年とする意見も存在するが、それは当たらない。確かに、旧作で使用された七不思議の集会と言う舞台も最終版において明確に組み込まれる形となったが、「鳴神学園1995」という冠題と「七不思議の集会」というキーワードはそれ以前から使用されており、最終版＝旧作という図式は鳴神学園の有無を別にしても当てはまらない。
また、無数のパラレルワールドによって構成されたシリーズであるが、一部作品はアパシー 鳴神学園七不思議2008へとつながる歴史を想定した上で、シナリオを構築している感が強く、ある程度は一貫した歴史の下、展開されている。よって、以下に一応の事実を羅列することは可能である。
ただし、これらの記述は完全に一貫した歴史の下にあると限らないので注意が必要。先に述べた通り、例として挙げた1995年度から2008へとつながる歴史一つを取っても、それは無数に存在する分岐一つに過ぎないため。有力なシナリオが正史と勘違いされがちなアパシー・シリーズであるが、旧作を含め、シリーズはすべての分岐、それによって生じる結末を等価として扱っている。
1995年度
- VNV「恵美ちゃんの坂上クン観察日記」
- AMC vol.1「恵美ちゃんの殺人クラブ観察日記」
  - 1995年6月9日 - 日野貞夫主催の下、殺人クラブの活動が行われる（予定）。

- 学校であった恋い話
  - 1995年6月19日〜7月18日 - 坂上修一・倉田恵美、恋する。

2006年度
- AMC vol.02
  - 2006年6月 - 都市伝説探偵局、あじさい園事件を解決。

2007年度
- アパシー 鳴神学園都市伝説探偵局
  - 2007年6月7日 - 椛島由宇作死亡。

- AMC vol.1「送り犬」
  - 2008年1月某日 - 都市伝説探偵局、送り犬事件を解決。

2008年度
- アパシー 鳴神学園七不思議2008
  - 2008年6月13日 - 朝比奈卓也主催の下、七不思議の集会が行われる。